# بودا (تگزاس)
بودا، تگزاس (به انگلیسی: Buda, Texas) شهری در ایالت تگزاس از ایالات جنوبی ایالات متحده آمریکا است. در سرشماری سال ۲۰۱۰، جمعیت این شهر ۷۲۹۵ نفر اعلام شد. 

## نگارخانه

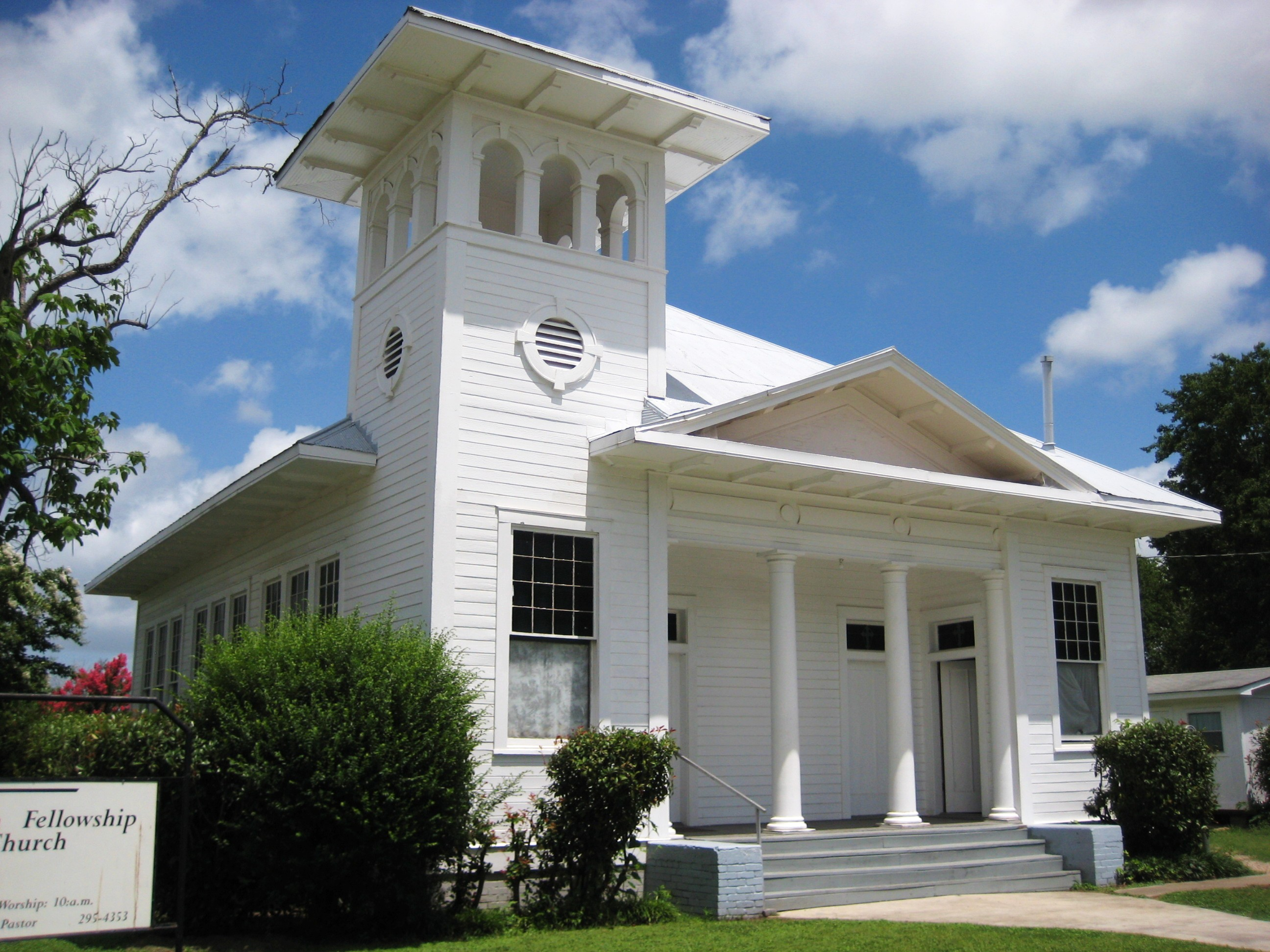